# Fårö
Fårö (szó szerint am. Juh-sziget) egy apró sziget Svédországban, a Balti-tengerben. Gotland megye második legnagyobb szigete. Apró, mezőgazdasági jellegű sziget, amely népszerű nyaralóhely lett a jómódú svédek körében, ezért napjainkban magas ingatlanárairól híres.

## Földrajz

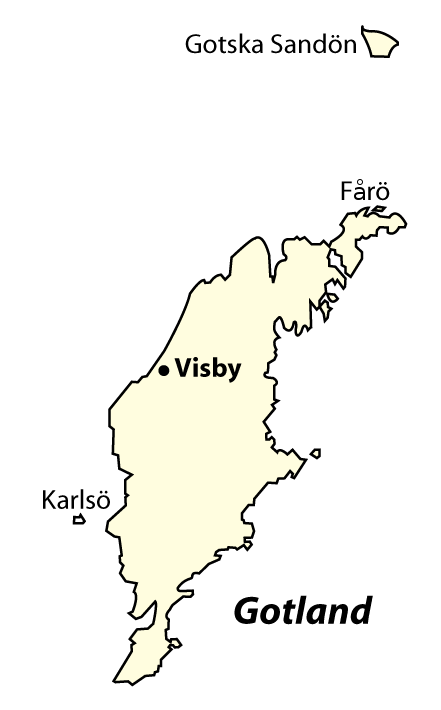
Fårö fekvése Gotlandtól északra

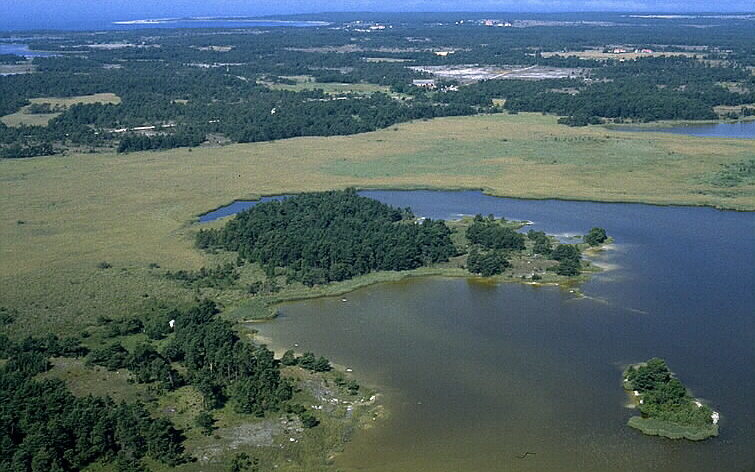
Fårö nyugati partvidéke

A Balti-tengerben, Gotlandtól északkeletre fekszik. A keskeny Fårö-szoros választja el Gotlandtól. Területe 111 km².
Nyugati partja sziklás, szélfútta, míg keleti oldalán homokos tengerpart található.

## Történelem
Az 1990-es évekig egy katonai objektum miatt külföldiek nem látogathatták a szigetet.

## Gazdaság
A sziget lakói eredetileg főként mezőgazdaságból éltek, de a hanyatló ágazat helyét az idegenforgalom vette át. Ma a 250 lakott ház mellett 1000 nyaraló található Fårőn.

## Közlekedés
Gotland és Fårö között ingyenes kábeles kompjárat közlekedik; az út mindössze öt percet vesz igénybe.

## Kultúra
Itt élt és halt meg 2007-ben a világhírű filmrendező, Ingmar Bergman. A szigeten forgatta Fårö-trilógiáját (Farkasok órája, Szenvedély, Szégyen), valamint a Personát, de itt született a Tükör által homályosan és a Jelenetek egy házasságból is. Játékfilmjei mellett két dokumentumfilmet is forgatott a szigetről. Emlékére minden júniusban filmhetet tartanak a szigeten.